# Shokupan
Lo shokupan (食パン (shokupan?)) è un pancarré giapponese.

## Descrizione
Lo shokupan è un pane dolce e molto soffice, dalla crosta marrone e sottile, che contiene spesso (ma non sempre) il latte; alcuni lo preparano usando la panna. Esistono due tipologie di shokupan: la prima, detta kakugata, presenta una forma a parallelepipedo come quella del pane in cassetta statunitense; la seconda, detta yamagata, ha la parte superiore tondeggiante più simile a quella del pancarré britannico. Esistono varie modalità per preparare lo shokupan. Quella più comune è il metodo yudane, consistente nel mescolare la farina con acqua bollente. Julia Moskin di The New York Times lo definisce «un miracolo ingegneristico: è umido ma non gommoso, ha un sapore intenso ma leggero, il suo gusto è molto equilibrato tra dolce e salato». Secondo l'antropologa alimentare Annie Sheng, il pane è unico per «la consistenza e la sensazione che provi quando lo mordi per la prima volta, e per la sua dolcezza»; lei stessa sottolinea che, in Giappone, la consistenza dell'alimento è fuwa fuwa, un'onomatopea traducibile in «soffice e come una nuvola».
Lo shokupan è simile ad altri pani soffici spesso usati per fare i panini, tra cui il Pullman loaf statunitense e il pain de mie francese.
In Giappone, il pane in cassetta è un alimento base della cucina locale e viene usato per preparare diversi alimenti come il katsu-sando (panino con la cotoletta) e il fruit sando (panino con la frutta).

## Storia
Il pane divenne un alimento comune in Giappone solamente nel secondo dopoguerra, quando gli occupanti statunitensi giunsero sul posto con rifornimenti di grano per far fronte alla carenza di riso. Lo shokupan salì alla ribalta soltanto durante gli anni sessanta del Novecento, guadagnando notorietà anche all'infuori del paese. Oggigiorno lo shokupan è il pane più consumato in Giappone; quando non viene prodotto artigianalmente, viene destinato alla grande produzione.